# Stefan Mellgård
Stefan Mellgård (* 5. November 1955, vormals als Stefan Karlsson bekannt) ist ein ehemaliger schwedischer Badmintonspieler. Er ist einer der bedeutendsten Spieler seines Landes im Badminton.

## Karriere
Höhepunkt seiner langen und erfolgreichen Laufbahn war der Gewinn der Badminton-Europameisterschaften 1980 im Doppel mit Claes Nordin und 1982 mit Thomas Kihlström. Bei der Weltmeisterschaft 1985 gewann er Bronze im Mixed mit Maria Bengtsson.

## Sportliche Erfolge
| Veranstaltung | Saison                            | Disziplin    | Platz | Name                                                       |
| ------------- | --------------------------------- | ------------ | ----- | ---------------------------------------------------------- |
| 1972/1973     | Schweden: Einzelmeisterschaft U19 | Herrendoppel | 1     | Stefan Karlsson / Willy Nilsson (Eskilstuna BMK / BK Aura) |
| 1973          | Junioren-Europameisterschaft      | Herrendoppel | 1     | Stefan Karlsson / Willy Nilson                             |
| 1973          | Nordische Juniorenmeisterschaften | Herrendoppel | 1     | Stefan Karlsson / Willy Nilson                             |
| 1973/1974     | Schweden: Einzelmeisterschaft U19 | Herrendoppel | 1     | Ola Eriksson / Stefan Karlsson (Täby IS / Eskilstuna BMK)  |
| 1974          | Nordische Juniorenmeisterschaften | Herrendoppel | 1     | Ola Erikson / Stefan Karlsson                              |
| 1978          | Europameisterschaft               | Herrendoppel | 3     | Stefan Karlsson / Claes Nordin                             |
| 1979          | All England                       | Herrendoppel | 2     | Stefan Karlsson / Claes Nordin                             |
| 1979/1980     | Schweden: Einzelmeisterschaft     | Herrendoppel | 1     | Stefan Karlsson / Claes Nordin (BK Aura / GBK)             |
| 1980          | Europameisterschaft               | Herrendoppel | 1     | Claes Nordin / Stefan Karlsson                             |
| 1980/1981     | Schweden: Einzelmeisterschaft     | Herrendoppel | 1     | Stefan Karlsson / Thomas Kihlström (BK Aura / BKC)         |
| 1981          | Swedish Open                      | Herrendoppel | 1     | Stefan Karlsson / Thomas Kihlström                         |
| 1981/1982     | Schweden: Einzelmeisterschaft     | Herrendoppel | 1     | Stefan Karlsson / Thomas Kihlström (BK Aura / BKC)         |
| 1982          | Denmark Open                      | Herrendoppel | 1     | Thomas Kihlström / Stefan Karlsson                         |
| 1982          | Europameisterschaft               | Herrendoppel | 1     | Stefan Karlsson / Thomas Kihlström                         |
| 1982/1983     | Schweden: Einzelmeisterschaft     | Herrendoppel | 1     | Stefan Karlsson / Thomas Kihlström (BK Aura / BKC)         |
| 1983          | Northumberland International      | Herrendoppel | 1     | Stefan Karlsson / Thomas Kihlström                         |
| 1983          | Nordische Meisterschaften         | Herrendoppel | 1     | Stefan Karlsson / Thomas Kihlström                         |
| 1983          | All England                       | Herrendoppel | 1     | Thomas Kihlström / Stefan Karlsson                         |
| 1983          | Japan Open                        | Herrendoppel | 1     | Thomas Kihlström / Stefan Karlsson                         |
| 1983/1984     | Schweden: Einzelmeisterschaft     | Herreneinzel | 1     | Stefan Karlsson (BK Aura)                                  |
| 1983/1984     | Schweden: Einzelmeisterschaft     | Herrendoppel | 1     | Stefan Karlsson / Thomas Kihlström (BK Aura / BKC)         |
| 1984          | Japan Open                        | Herrendoppel | 1     | Thomas Kihlström / Stefan Karlsson                         |
| 1984          | Europameisterschaft               | Herreneinzel | 3     | Göran Karlsson                                             |
| 1984          | Nordische Meisterschaften         | Herrendoppel | 1     | Stefan Karlsson / Thomas Kihlström                         |
| 1984/1985     | Schweden: Einzelmeisterschaft     | Herreneinzel | 1     | Stefan Karlsson (BK Aura)                                  |
| 1984/1985     | Schweden: Einzelmeisterschaft     | Herrendoppel | 1     | Stefan Karlsson / Thomas Kihlström (BK Aura / BKC)         |
| 1985          | Weltmeisterschaft                 | Mixed        | 2     | Stefan Karlsson / Maria Bengtsson                          |
| 1985          | Swedish Open                      | Mixed        | 1     | Stefan Karlsson / Maria Bengtsson                          |
| 1985          | Nordische Meisterschaften         | Mixed        | 1     | Stefan Karlsson / Maria Bengtsson                          |
| 1985          | Nordische Meisterschaften         | Herrendoppel | 1     | Stefan Karlsson / Thomas Kihlström                         |
| 1986          | Europameisterschaft               | Mixed        | 3     | Stefan Karlsson / Maria Bengtsson                          |
| 1986          | Europameisterschaft               | Herrendoppel | 2     | Stefan Karlsson / Thomas Kihlström                         |
| 1986/1987     | Schweden: Einzelmeisterschaft     | Herrendoppel | 1     | Stefan Karlsson / Thomas Kihlström (BK Aura / BKC)         |
| 1987          | Dutch Open                        | Herrendoppel | 1     | Mark Christiansen / Stefan Karlsson                        |
| 1987          | Dutch Open                        | Mixed        | 1     | Stefan Karlsson / Maria Bengtsson                          |
| 1987          | Carlton-Intersport-Cup            | Herrendoppel | 1     | Mark Christiansen / Stefan Karlsson                        |
| 1988          | Europameisterschaft               | Herrendoppel | 3     | Peter Axelsson / Stefan Karlsson                           |

## Referenzen
- sporthistoria.se

| Personendaten    | Personendaten                 |
| ---------------- | ----------------------------- |
| NAME             | Mellgård, Stefan              |
| ALTERNATIVNAMEN  | Karlsson, Stefan              |
| KURZBESCHREIBUNG | schwedischer Badmintonspieler |
| GEBURTSDATUM     | 5. November 1955              |